# داوید گارسیا مارکینا
داوید گارسیا مارکینا (اسپانیایی: David García Marquina‎؛ زادهٔ ۱۱ آوریل ۱۹۷۰) دوچرخه‌سوار اهل اسپانیا است. وی در مسابقات تور دو فرانس شرکت کرده است.